# Atlantische Hurrikansaison 2008
Die Atlantische Hurrikansaison 2008 begann offiziell am 1. Juni und endete am 30. November 2008. Innerhalb dieser Periode bilden sich die meisten tropischen Stürme, da nur zu dieser Zeit geeignete Bedingungen, wie etwa ein warmer Ozean, feuchte Luft und wenig Windscherung, existieren, um die Bildung von tropischen Wirbelstürmen zu ermöglichen.
Stürme im östlichen Pazifischen Ozean sind Bestandteil der Pazifischen Hurrikansaison 2008.

## Saisonprognosen
Voraussagen über die Aktivität der kommenden Hurrikansaison werden jedes Jahr durch die anerkannten Hurrikanexperten Philip J. Klotzbach und William M. Gray und ihren Mitarbeitern an der Colorado State University und separat durch die Meteorologen der NOAA erstellt.
Klotzbachs Team definierte die durchschnittliche Anzahl von Stürmen pro Saison im Durchschnitt (1950–2000) auf 9,6 tropische Stürme, 5,9 Hurrikane und 2,3 schwere Hurrikane (also solche, die auf der Saffir-Simpson-Hurrikan-Windskala mindestens in die Kategorie 3 eingestuft werden). Eine normale Saison, wie sie durch die NOAA festgelegt wurde, besteht aus 9–12 benannten Stürmen, von denen 5–7 Hurrikanstärke erreichen und 1–3 schwere Hurrikane werden.

### Prognosen vor Beginn der Saison
Am 7. Dezember 2007 sagte Klotzbachs Team in einer ersten Prognose für die atlantische Hurrikansaison 2008 eine überdurchschnittliche Aktivität mit 13 benannten Stürmen voraus. Durch das Team wird erwartet, dass davon sieben Stürme zu einem Hurrikan werden, wobei drei von ihnen die Kategorie 3 erreichen. Am 9. April 2008 wurden diese Zahlen nach oben revidiert. Im Jahr 2008 werden nun 15 benannte Stürme erwartet. Acht Stürme sollten sich in Hurrikane verstärken, wobei 4 die Kategorie 3 erreichen würden.
Die National Oceanic and Atmospheric Administration (NOAA) geht in ihrer Prognose, die am 22. Mai veröffentlicht wurde, von einer Saison mit leicht überdurchschnittlicher Aktivität aus. Nach den Einschätzungen erwartet die NOAA 12–16 benannte tropische Stürme, von denen 6–9 die Intensität eines Hurrikans erreichen, 2–5 dieser Hurrikane werden zu schweren Hurrikanen. Demnach wird die diesjährige Saison durch den jahrzehntelangen Zyklus von ozeanischen und atmosphärischen Gegebenheiten, die seit 1995 die Hurrikanaktivität ansteigen ließ sowie den erwarteten Effekt durch La Niña bestimmt. Die Prognose des Climate Prediction Centers der NOAA stützt sich auf Vergleich vergangener Hurrikansaisons mit ähnlichen Gegebenheiten.
Siehe auch: Experten sagen aktive Hurrikansaison im Atlantischen Ozean voraus – Wikinews-Artikel

### Prognosen im Laufe der Saison

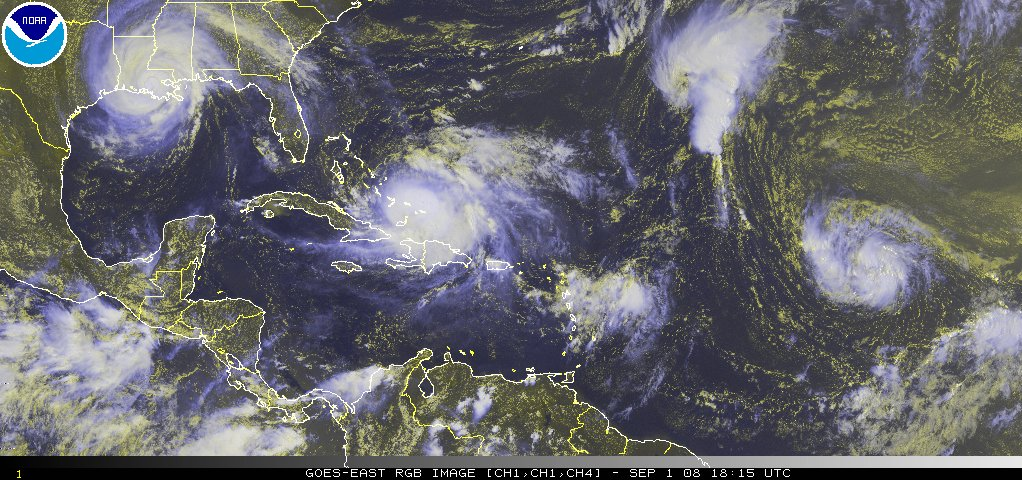
Hurrikan Gustav, Hurrikan Hanna und Hurrikan Ike. (Satellitenbild vom 1. September, 18:00 Uhr UTC.)

Klotzbach und Gray bestätigten in ihrer aktualisierten Vorhersage am 3. Juni ihre Vorhersage vom 9. April 2008 mit 15 Stürmen, 8 Hurrikanen und 4 schweren Hurrikanen.
Am 18. Juni veröffentlichte das britische Met Office (UKMO) seine Annahme, das sich zwischen Juli und November 15 tropische Stürme bilden, wobei keine Aussage über die Verteilung dieser Stürme nach ihrer Intensität gemacht wurde.
Am 5. August legte sich die CSU auf 17 Stürme, 9 Hurrikane und fünf schwere Hurrikane fest, etwas höher als die ursprüngliche Vorhersage von 15 tropischen Stürmen. Der lebhafte Start der Saison veranlasste auch das National Hurricane Center in seiner Aktualisierung vom 7. August zu einer Korrektur der Werte nach oben. Sah das NHC die Wahrscheinlichkeit im Mai noch bei 65 %, wurde nun mit 85 % Wahrscheinlichkeit ein überdurchschnittlicher Verlauf erwartet.

## Saisonfazit
Insgesamt zählte die US-Wetterbehörde NOAA in der abgelaufenen Saison 16 tropische Wirbelstürme, davon acht Hurrikane. Der langjährige Durchschnitt liegt bei elf Tropenstürmen, darunter sechs Hurrikane. Jedoch fielen die Stürme ungewöhnlich heftig aus und brachen insgesamt fünf Rekorde seit Beginn der Aufzeichnungen:
- Mit „Dolly“, „Edouard“, „Fay“, „Gustav“, „Hanna“ und „Ike“ trafen sechs aufeinanderfolgende Hurrikane auf Festland.
- Kuba wurde von gleich drei schweren Hurrikanen (Kategorie 3–5) getroffen.
- In fünf aufeinanderfolgenden Monaten gab es einen Hurrikan, der die Kategorie 3 oder höher erreichte (mindestens 178 km/h Windgeschwindigkeit).
- Hurrikan „Berta“ war insgesamt 17 Tage aktiv, ein Rekordwert für den Monat Juli
- Mit „Fay“ traf zum ersten Mal derselbe tropische Wirbelsturm einen einzelnen US-Bundesstaat (Florida) viermal hintereinander.[8]

## Stürme

### Tropischer Sturm Arthur
Am 31. Mai entstand im Golf von Honduras der erste tropische Sturm der atlantischen Hurrikansaison. Das System zog in westlicher Richtung und befand sich bereits zum Zeitpunkt der Aufstufung zum tropischen Sturm über der Halbinsel Yucatán. Trotz der geographischen und zeitlichen Nähe zu dem pazifischen Tropensturm Alma handelte es sich um ein eigenständiges System.

### Hurrikan Bertha
→ Hauptartikel: Hurrikan Bertha (2008)
Am 1. Juli löste sich eine tropische Welle von der Küste Westafrikas, die sich am 3. Juli in Verbindung mit einem oberflächennahen Tiefdruckgebiet so weit entwickelt hatte, dass das NHC das System als zweites tropisches Tiefdruckgebiet des Jahres im atlantischen Becken einstufte. Sechs Stunden später wurde das System zum Tropischen Sturm Bertha hochgestuft. Am 7. Juli erreichte Berta als erster Sturm der atlantischen Hurrikansaison 2008 Hurrikanstärke. Die rapide Intensivierung setzte sich fort und am Nachmittag war Bertha mit einem gut ausgebildeten Auge und Windgeschwindigkeiten von 195 km/h zu einem Kategorie-3-Hurrikan geworden. Aufgrund von Windscherung verlor Bertha vorübergehend an Stärke und wurde am 8. Juli in die Kategorie 1 der Saffir-Simpson-Hurrikan-Windskala zurückgestuft. Bertha intensivierte sich jedoch wieder und bildete am 9. Juli erneut ein Auge, woraufhin das NHC den Hurrikan wieder in die Kategorie 2 hochstufte. Am 10. Juli schwächte sich das System, aufgrund einer zyklischen Eyewall-Neubildung, wieder in die Kategorie 1 ab. Nach und nach änderte sich die Zugrichtung Berthas von West auf Nordnordwest. Am 12. Juli verringerte sich südöstlich von Bermuda die Vorwärtsgeschwindigkeit und Bertha verblieb fast stationär, was die Abschwächung zum tropischen Sturm am 13. Juli begünstigte. Aufgrund eines Hochdruckrückens änderte sich die Zugrichtung von Bertha zunächst auf Nordosten und dann nach Südosten, bis der Sturm unter Einfluss der Westwindzone geriet und endgültig eine nordöstliche Richtung einschlug. Am 18. Juli konnte sich Bertha nochmals zu einem Kategorie-1-Hurrikan intensivieren. Die Zuggeschwindigkeit nach Nordosten beschleunigte sich und über kälterem Wasser verlor der Sturm an Stärke. Am 20. Juli erklärte das NHC Bertha für außertropisch.

### Tropischer Sturm Cristobal
Am 18. Juli beobachtete das NHC ein Tiefdrucksystem vor der Küste Georgias und South Carolinas und urteilte, dass sich daraus ein tropisches Tiefdruckgebiet bilden könne, weil die Bedingungen in der unmittelbaren Umgebung des Systems für eine weitere Entwicklung günstig waren. Einige Stunden später erklärte das NHC das System zum Tropischen Tiefdruckgebiet Drei und am 19. Juli um 14:00 Uhr Ortszeit (18:00 Uhr UTC) zum Tropischen Sturm Cristobal, als sich das Zentrum des Systems etwa 160 km östlich von Charleston und 365 km südwestlich von Cape Hatteras befand. Das System wanderte parallel zur Atlantikküste von South und North Carolina nach Nordosten.

### Hurrikan Dolly
→ Hauptartikel: Hurrikan Dolly (2008)
Am 20. Juli existierte bereits seit mehreren Tagen ein Tiefdruckgebiet in der Karibik, das langsam in westnordwestlicher Richtung zog und es trotz heftiger Winde in der Stärke eines tropischen Sturms und dem Existieren einer ausreichenden Konvektion zunächst nicht schaffte, eine oberflächennahe Zirkulation aufzubauen. Das System wurde durch das NHC am 20. Juli als tropischer Sturm Dolly klassifiziert. Dolly zog am 21. Juli als schwacher, schlecht entwickelter tropischer Sturm über den äußersten Norden der Halbinsel Yucatán hinweg und gelangte im Tagesverlauf in den westlichen Golf von Mexiko. Der Sturm zog dann weiter in Richtung der Grenze zwischen den Vereinigten Staaten und Mexiko nordwestwärts. Am 22. Juli erreichte Dolly Hurrikanstärke und am Tag darauf stellte das NHC andauernde Spitzenwindgeschwindigkeiten von über 155 km/h fest. Das Sturmzentrum zog am 23. Juli gegen 13:00 Uhr Ortszeit mit andauernden Windgeschwindigkeiten von über 155 km pro Stunde über South Padre Island hinweg, der Luftdruck betrug zu diesem Zeitpunkt 965 hPa.
Die Regenfälle verursachten in Guatemala Erdrutsche, denen 17 Personen zum Opfer fielen. In Texas und Mexiko hinterließ der Hurrikan keine Verluste an Menschenleben, verursachte jedoch große Sachschäden. Der Sturm löste sich am 25. Juli über dem Norden Mexikos auf, das Resttief wanderte mit heftigen Regenfällen über New Mexico und den Westen von Texas nordwärts.

### Tropischer Sturm Edouard
Im Nordosten des Golfs von Mexiko formierten sich Anfang August Schauer und Gewitter, aus denen am 3. August die fünfte tropische Depression der Saison hervorging. Es verstärkte sich und am 3. August gab das NHC dem System den Namen „Edouard“. Der Sturm zog westwärts die Golfküste entlang und entwickelte sich zu einem starken tropischen Sturm. Am 5. August erreichten die andauernden Winde bei einem Kerndruck von zeitweise 996 hPa Geschwindigkeiten bis etwa 100 km/h, mit Spitzenböen bis etwa 120 km/h. Am Morgen des 5. August überquerte das Sturmzentrum bei Port Arthur die texanische Küste nahe der Grenze zu Louisiana. Dabei gab es überwiegend nur leichte Schäden, zeitweise waren aber bis zu 37.000 Menschen von der Stromversorgung abgeschnitten. Örtlich fielen mehr als 100 mm Niederschlag, aufgrund der vereinzelten Sturzfluten wurden aber keine Personenschäden gemeldet. Am 7. August stellte das NHC fest, dass eine weitere Entwicklung Edouards nicht zu erwarten ist.

### Tropischer Sturm Fay
Am 10. August bildete sich eine tropische Welle in der Nähe der Kapverdischen Inseln, die über den Atlantischen Ozean westwärts zog. Sie intensivierte sich kontinuierlich und erreichte bald Windstärken, die für einen tropischen Sturm üblich sind. Allerdings fehlte zunächst ein wichtiges Kriterium zur Klassifizierung als tropisches Tiefdruckgebiet, eine geschlossene Zirkulation. Als das System über die Inseln über dem Winde und Puerto Rico hinweg zog, verursachte es dort heftige Regenfälle. Gegen Abend des 15. August bildete sich eine solche Zirkulation und das System wurde zum Tropischen Sturm Fay erklärt. Fay bewegte sich weiter in westlicher Richtung über Hispaniola hinweg, wo er für heftige Überschwemmungen sorgte, wobei mindestens 40 Menschen ums Leben gekommen sind. In Haiti stürzte ein vollbesetzter Bus mit rund 60 Personen in einen Fluss, wobei rund die Hälfte der Passagiere ertranken. In Kuba wurden rund 4000 Menschen aus niedrig liegenden Gebieten bzw. die am Rande von Flüssen und Bächen wohnen, evakuiert. Fay brachte dort vor allem in den südlichen Küstenregionen der östlichen Provinzen (Guantánamo, Santiago de Cuba und Granma) sowie in Zentralkuba heftige Regenfälle mit sich, die sich vor allem in den östlichen Ausläufern bildeten. Die höchste Niederschlagsmenge wurde in Agabama, Sancti Spíritus gemessen. Hier fielen nach Angaben des Meteorologischen Instituts Kubas 463 Millimeter Regen innerhalb von 24 Stunden. Es wurden Dächer von Häusern abgedeckt und Bäume entwurzelt, was zu Störungen in der Stromversorgung führte und Telefonleitungen unterbrach. Auch traten Flüsse und Bäche über die Ufer. Menschen kamen hier nach offiziellen Angaben jedoch nicht zu Schaden. Wieder über dem offenen Wasser zog Fay nordwärts und überquerte am 18. August gegen 15:00 Uhr Ortszeit Key West. Ein westlich und nordwestlich des Sturms liegender Trog lenkte Fay nach Nordosten ab. Deswegen verbrachte der Sturm weniger Zeit über dem Wasser und intensivierte sich nicht stark wie erwartet. Gegen 5:00 Uhr Ortszeit am 19. August überquerte Fay die Küstenlinie des Festlands bei Cape Romano südlich von Naples. Fay überquerte den Süden Floridas. Über Land intensivierte sich der Sturm unerwartet und blieb zunächst mit andauernden Windgeschwindigkeiten von 100 km/h knapp unter Hurrikanstärke. Über der Osthälfte Südfloridas kam die Vorwärtsgeschwindigkeit fast zum Stillstand und Fay schwächte sich leicht ab, um am frühen Morgen des 20. August etwa 25 km südlich von Melbourne über das warme Wasser des Atlantischen Ozeans zu gelangen. Über dem Ozean begann Fay erneut mit der Intensivierung, wurde aber von einem Hochdruckrücken erfasst und zunächst nach Norden abgelenkt. Nachdem der Sturm bei Cape Canaveral für einen Tag fast zum Stillstand kam, überschritt das Zentrum bei Flagler Beach erneut die Küste und wandte sich westwärts. Fay überquerte den Norden Floridas in der Gegend um Gainesville (Florida) und das Sturmzentrum gelangte im Big Bend südlich von Tallahassee zunächst erneut über Wasser, zog aber dann über das Florida Panhandle im Bereich nördlich von Cape San Blas.

### Hurrikan Gustav
→ Hauptartikel: Hurrikan Gustav (2008)
Das tropische Tiefdruckgebiet Sieben entwickelte sich am 25. August etwa 415 km südöstlich von Port-au-Prince, Haiti. Es bewegt sich in nordwestlicher Richtung
und wurde am 25. August zum tropischen Sturm „Gustav“ hochgestuft. Nachdem durch ein Hurrikan-Aufklärungsflugzeug eine maximale Windgeschwindigkeit um 130 km/h festgestellt wurde, stufte das NHC „Gustav“ am 26. August zum Hurrikan der Stufe 1 hoch.
Der Hurrikan zog über die Halbinsel Tiburon im Süden von Haiti hinweg und wandte sich dann westwärts. Er verlor an Kraft und wurde daher am späten Abend des 27. August zum tropischen Sturm herabgestuft. Die Zugbahn verlief in dieser Phase weiter südlich als erwartet, weswegen der Einfluss von Land die weitere Intensivierung zunächst verhinderte. In der Nacht zum 29. August zog der Sturm über Jamaika hinweg.
Nachdem sich das Sturmzentrum wieder über dem Wasser des Karibischen Meeres befand, intensivierte sich Gustav wieder zum Hurrikan. Nach offiziellen Angaben forderte der Hurrikan allein in der Karibik 78 Menschenleben, 59 davon in Haiti. Die Tageszeitung Jamaica Gleaner berichtete, dass in Jamaika zeitweilig 41 Prozent der Bevölkerung von der Stromversorgung abgeschnitten waren.
Nach Passieren der Kaimaninseln wurde Gustav am Vormittag des 30. August als Kategorie-3-Hurrikan zum zweiten schweren Hurrikan des Jahres. Er bewegte sich weiter in nordwestlicher Richtung auf West-Kuba zu. In der Nähe der zu Kuba gehörenden Insel Isla de la Juventud erreichte er mit Windgeschwindigkeiten von rund 230 km/h die Kategorie 4 auf der Saffir-Simpson-Hurrikan-Windskala. Am Abend des 30. August zog das Sturmzentrum in der Nähe der Stadt Carraguao, in der westlichsten Provinz Pinar del Río, rund 100 Kilometer südwestlich der Hauptstadt Havanna, mit Windgeschwindigkeiten von 240 km/h über Land. Die Einwirkung des Landes schwächte den Hurrikan über Kuba zwar stärker ab, als ursprünglich angenommen, trotzdem zog Gustav als Kategorie-3-Hurrikan in nordwestlicher Richtung über den Golf von Mexiko.
In den Vereinigten Staaten wurde den Bewohnern der Küstenregionen in den Bundesstaaten Louisiana und Mississippi mitgeteilt, dass sie sich auf eine mögliche Evakuierung vorbereiten sollten. Am 31. August wurde die Evakuierung von New Orleans angeordnet.

### Hurrikan Hanna
Das achte tropische Tiefdruckgebiet des Jahres bildete sich am 28. August etwa 575 km ostnordöstlich der nördlichen Inseln über dem Winde; im Tagesverlauf entwickelte es sich zum tropischen Sturm Hanna. Am 1. September um 13:30 Uhr Ortszeit (17:30 Uhr UTC) erreichte Hanna mit Windgeschwindigkeiten von 120 Kilometern pro Stunde Hurrikanstärke und wurde damit zum vierten Hurrikan der Saison. Zu diesem Zeitpunkt befand sich das System in der Nähe der Insel Mayaguana im Südosten der Bahamas. Hanna schwächte sich dann ab und irrte als tropischer Sturm einige Tage über dem Südosten der Bahamas umher. Der Sturm lud dabei auf dem bereits durch Fay und Gustav verwüsteten Hispaniola starke Regenfälle ab, wodurch allein in Haiti 537 Menschen ums Leben kamen.
Dann schlug das System plötzlich eine zunächst nördlich Richtung ein.
Hanna traf am 6. September auf die Ostküste der Vereinigten Staaten, an der Grenze zwischen North Carolina und South Carolina. Sie zog entlang der Ostküste weiter über die dortigen Metropolen. Kurz nachdem das Sturmzentrum am Morgen des 7. Septembers vor Massachusetts auf die offene See hinaustrieb, wurde das System nicht mehr als tropisch eingestuft.

### Hurrikan Ike
→ Hauptartikel: Hurrikan Ike
Eine tropische Störung entwickelte sich ab Ende August vor der Küste Afrikas. Das System wanderte südlich an den Kapverden vorbei und entwickelte sich langsam. Am 1. September klassifizierte das NHC die Störung als tropisches Tiefdruckgebiet Neun, westlich der Kapverdischen Inseln. Am 3. September entwickelte Ike ein Auge und wurde vom NHC zum Hurrikan hochgestuft. Ike intensivierte sich sehr schnell, der Zentraldruck fiel innerhalb von zwölf Stunden um 43 hPa. Ike entwickelte sich in dieser Zeit zu einem Hurrikan der Kategorie 4, der Windgeschwindigkeiten von 230 km/h erreichte. Auf dem Weg des Sturms über die Turks- und Caicosinseln zerstörte er 80 % aller Häuser. In Haiti verloren mindestens 47 Menschen ihr Leben.
Am 8. September um 1:45 Uhr (UTC) erreichte das Zentrum von Ike mit Geschwindigkeiten von rund 200 km/h die kubanische Küste in der Nähe des Cabo Lucrecia, Municipio Banes an der Nordküste der Provinz Holguín. Das Auge hatte zu diesem Zeitpunkt einen Durchmesser von 30 km. Die Wolken reichten am Rand des Auges bis in eine Höhe von 16 km. Danach bewegte sich Ike mit einer Geschwindigkeit von rund 210 km/h entlang der Nordküste in Richtung der Provinz Las Tunas. Im Süden der Provinz Ciego de Ávila zog Ike als Hurrikan der Kategorie 1 wieder aufs Meer hinaus und bewegte sich entlang der Südküste Kubas in nordwestlicher Richtung Nordwesten auf die schon durch Hurrikan Gustav stark in Mitleidenschaft gezogene Provinz Pinar del Río zu. Dabei richtete Ike besonders in den östlichen Provinzen schwere Schäden an Gebäuden, Infrastruktur und in der Landwirtschaft an. Die Schadenshöhe auf Kuba wird auf rund vier Milliarden US-Dollar geschätzt. In elf von 14 Provinzen wurde am 9. September vorsorglich der Strom abgeschaltet. Vier Menschen kamen nach Angaben der kubanischen Behörden ums Leben, über zwei Millionen wurden vorsorglich in sichere Unterkünfte gebracht.
Am 9. September gelangte der Sturm über den Westen der Insel hinweg in den Golf von Mexiko, wo sich seine Ausdehnung enorm vergrößerte und nahm Kurs auf Texas. In Galveston, welches schon einmal 1900 von einem Hurrikan mit 6000 Opfern verwüstet wurde und mehreren küstennahen Countys ordneten die Behörden die Zwangsevakuierung an und forderten eine Million Menschen auf, die Küstengebiete zu verlassen. Am 11. September wurde Ikes Intensität in die Kategorie 2 hochgesetzt. Hurrikan Ike schob aufgrund seiner immensen Ausdehnung von 1400 km Durchmesser eine bis zu sechs Meter hohe Flutwelle vor sich her. Die Bolivar Peninsula war durch die Sturmflut am stärksten betroffen, aber auch Galveston und Port Arthur wurden stark in Mitleidenschaft gezogen. Ike traf in den frühen Morgenstunden des 13. Septembers zwischen Corpus Christi und Houston auf Land. Im Landesinneren verursachte Ike starke Niederschläge und Windschäden, die bis in den Mittleren Westen und bis in den Norden von Pennsylvania reichten. Am 13. September wurde Ike zum tropischen Sturm herabgestuft und am 14. September wurde Ike außertropisch. Auf einer Länge von 160 Kilometern waren etwa 100.000 Häuser von Überschwemmungen betroffen. Die rund 30 Kilometer südöstlich von Houston gelegene Stadt Galveston wurde zu weiten Teilen überflutet. Schwere Schäden gab es in den Einrichtungen zur Stromversorgung. Die anschließende Rettungsaktion war die größte in der Geschichte der Vereinigten Staaten, da sich rund 140.000 Bewohner der Evakuierung widersetzt hatten.
Der Schaden durch Ike wird auf 31,5 Milliarden US-Dollar geschätzt. Ike hat damit nach Katrina und Andrew die dritthöchste Schadenssumme in den Vereinigten Staaten durch einen Hurrikan verursacht. In Texas war Ike der bis dahin zerstörerischste Wirbelsturm.
Insgesamt tötete Hurrikan Ike mindestens 177 Personen. Der Radius der maximalen Winde erreichte eine Ausdehnung von 390 km, die Stärke eines tropischen Sturmes wurde in einem Umkreis von 885 km gemessen. Beide Werte sind die höchsten, die bislang im Atlantischen Becken aufgezeichnet wurden. Ike hatte außerdem die zweithöchste in diesem Bereich berechnete Integrated Kinetic Energy (IKE) der letzten vierzig Jahre. Integrated Kinetic Energy ist ein Maß für das Zerstörungspotential einer Sturmflut, die ähnlich zur Saffir-Simpson-Hurrikan-Windskala aufgebaut ist, allerdings komplexer ermittelt wird. Die Skala reicht von 1 bis 6; Ike erreichte einen IKE-Wert von 5,2.

### Tropischer Sturm Josephine
Ende August bildete sich noch über dem Festland Westafrikas eine tropische Störung. Diese entwickelte sich und am 2. September erklärte das NHC dieses System südsüdwestlich der Kapverdischen Inseln zum zehnten tropischen Tiefdruckgebiet der Saison. Als das System im Tagesverlauf südlich an den Kapverden vorüberzog, hatte es sich so weit intensiviert, dass das NHC das System als Tropischer Sturm Josephine klassifizierte. Der Sturm zog westwärts und löste sich am 6. September auf, ohne Land gefährdet zu haben.

### Hurrikan Kyle
Der Hurrikan Kyle entstand aus einem Tiefdruckgebiet, welches schon Tage zuvor für heftige Regenfälle auf den Inseln Hispaniola und Puerto Rico sorgte. Am 25. September 2008 entwickelte sich das System zu einem Tropischen Wirbelsturm und erhielt den Namen Kyle. Zu diesem Zeitpunkt befand sich das Zentrum nördlich der vorgenannten Inseln und östlich der Bahamas, sich weiter nordwärts bewegend. Am Nachmittag (EDT) des 27. September wurde Kyle zum Hurrikan der Kategorie 1 hochgestuft. Der Sturm setzte seinen Weg nordwärts fort und behielt bis zum Erreichen des Festlandes in der Nähe von Yarmouth in Kanada am Abend des 26. Septembers Hurrikanstärke. Einige Stunden später wurde der Sturm außertropisch, da das kühle Wasser der Bay of Fundy seine Auswirkungen nahm. Insgesamt entgingen die atlantischen Provinzen Kanadas den erwarteten Schäden.

### Tropischer Sturm Laura
In der letzten Septemberwoche befand sich ein sehr großes nicht-tropisches Tiefdruckgebiet über dem nördlichen Zentral-Atlantik. In einer Position rund 1435 Kilometer westlich der westlichsten Azoreninsel, sich in westnordwestlicher Richtung bewegend, bekam das Tief langsam tropische Eigenschaften und wurde am 29. September zum subtropischen Sturm deklariert und bekam den Namen Laura. Auf Grund später beginnender thermaler Advektion wurde Laura am Nachmittag (Ortszeit) des 30. September als Tropischer Sturm eingestuft. Am 1. Oktober wurde Laura über dem kalten Wasser des Nordatlantik außertropisch.

### Tropischer Sturm Marco
Das 13. tropische Tiefdruckgebiet des Jahres im atlantischen Becken bildete sich am 6. Oktober in der Bucht von Campeche und intensivierte sich am Nachmittag des Tages zum Tropischen Sturm Marco, der Windgeschwindigkeiten von 100 km/h und einen Zentralluftdruck von 998 hPa erreichte. Am nächsten Morgen zog der Sturm bei Veracruz, Mexico über die Küstenlinie und löste sich in der Nacht auf, als seine kleine Zirkulation vollständig über dem Festland angelangt war.

### Tropischer Sturm Nana
Der Tropische Sturm Nana entwickelte sich am 12. Oktober in der Mitte zwischen Afrika und den Kleinen Antillen direkt aus einer einige Tage westwärts wandernden tropischen Störung. Der Sturm war kurzlebig und wurde schon in der zweiten Warnung zum tropischen Tiefdruckgebiet abgestuft. Am 14. Oktober schwächte sich Nana zu einem Resttief ab.

### Hurrikan Omar
In der zweiten Oktoberwoche begann die Entwicklung einer tropischen Störung, die langsam durch die Region driftete. Dieses System gewann langsam an Intensität und wurde am 13. Oktober südwestlich von Puerto Rico als tropisches Tiefdruckgebiet klassifiziert. Am 14. Oktober stufte das NHC das System südlich von Puerto Rico zum Tropischen Sturm Omar hoch. Der Sturm intensivierte sich rasch und wurde von NHC in den frühen Morgenstunden des 15. Oktobers zum Hurrikan hochgestuft. Ähnlich wie Wrong Way Lenny durchquerte der Hurrikan die Karibik entgegen der üblichen Zugrichtung tropischer Wirbelstürme und wanderte von Südwesten nach Nordosten.
Im Verlauf des 15. Oktobers verstärkte sich Omar zu einem schweren Hurrikan. Das Sturmzentrum zog dann über die Anegada-Passage zwischen östlich der Jungferninseln hinweg. Omar erreichte am 16. Oktober gegen 06:00 Uhr UTC seine größte Intensität mit Windgeschwindigkeiten von etwa 215 km/h und einem zentralen Luftdruck von 958 hPa. Da sich das System nach dem Passieren der Inseln über dem Winde mit stärkerer Windscherung konfrontiert sah, ging die Intensität des Hurrikans rasch zurück. Etwa neun Stunden nach dem Sturmhöhepunkt war Omar nur noch ein Kategorie-1-Hurrikan, dessen andauernde Windgeschwindigkeit zu dem Zeitpunkt noch etwa 140 km/h betrug. Der Sturm schwächte sich zum tropischen Sturm ab, erreichte am nächsten Tag aber nochmals für kurze Zeit Hurrikanstärke. Am 18. Oktober schwächte sich Omar zum Resttief ab. Mit Omar werden keine direkten Opfer in Verbindung gebracht.

### Tropisches Tiefdruckgebiet Sechzehn
Am 14. Oktober klassifizierte das NHC ein System vor Cabo Gracias a Dios an der Grenze zwischen Honduras und Nicaragua zum Tropischen Tiefdruckgebiet Sechzehn. Die Zugbahn des Systems schmiegte sich an die Nordküste von Honduras, wodurch eine wesentliche Intensivierung verhindert wurde. Nachdem es am 15. Oktober über das Festland gezogen war, schwächte es sich ab und das Resttief verblieb einige Tage fast stationär über dem Norden Costa Ricas und dem Südosten von Mexiko, wobei es für heftige Regenfälle sorgte.

### Hurrikan Paloma
Ein Tiefdruckgebiet wurde Anfang November in der Karibik östlich von Nicaragua stationär, ohne sich einige Tage lang weiter tropisch zu entwickeln. Am 5. November organisierte sich das System zu einem tropischen Tiefdruckgebiet und intensivierte sich am Tag darauf zum Tropischen Sturm Paloma. Dieser Name wurde zum ersten Mal vergeben. Das System wanderte zunächst in nordnordwestlicher Richtung an Cabo Gracias a Dios vorbei. Am 7. November wurde Paloma als Hurrikan der Stufe 1 qualifiziert. Auf seinem Weg in Richtung Kuba verstärkte sich das System rasch weiter und erreichte gegen 5 Uhr Ortszeit (11 UHR MEZ) am 8. November nahe den Kaiman-Inseln die zweithöchste Kategorie 4 mit Windgeschwindigkeiten um 215 km/h. Dort verursachte Paloma vor allem auf den Inseln Little Cayman und Cayman Brac schwere Überschwemmungen und starke Schäden an Gebäuden an. Gegen 18:20 Uhr Ortszeit erreichte Paloma leicht schwächer mit Windgeschwindigkeiten von 200 km/h (Kategorie 3) die Küstenlinie von Kuba nahe Santa Cruz del Sur in der Provinz Camagüey. Dort kamen bei einem schweren Hurrikan im Jahr 1932 rund 3000 Menschen ums Leben. Paloma richtete jedoch nur Sachschäden an. Auf kubanischem Festland drehte Paloma in Richtung Norden und schwächte sich im Laufe des 9. November zu einem tropischen Tiefdruckgebiet ab, und löste sich bis zum Abend Ortszeit desselben Tages auf und bewegte sich als Resttief weiter in Richtung Norden. Insgesamt wurden durch Paloma auf Kuba über 400 Häuser total zerstört. Das Strom- und Telefonnetz in der betroffenen Region wurde stark in Mitleidenschaft gezogen.

## Accumulated Cyclone Energy (ACE)
| ACE (104 kt2) – Sturm | ACE (104 kt2) – Sturm | ACE (104 kt2) – Sturm | ACE (104 kt2) – Sturm | ACE (104 kt2) – Sturm | ACE (104 kt2) – Sturm | ACE (104 kt2) – Sturm |
| --------------------- | --------------------- | --------------------- | --------------------- | --------------------- | --------------------- | --------------------- |
| 1                     | 38,2                  | Ike                   | 8                     | 3,06                  | Cristobal             |                       |
| 2                     | 28,4                  | Bertha                | 9                     | 2,79                  | Josephine             |                       |
| 3                     | 18,4                  | Gustav                | 10                    | 1,53                  | Edouard               |                       |
| 4                     | 10,3                  | Hanna                 | 11                    | 1,21                  | Marco                 |                       |
| 5                     | 6,72                  | Fay                   | 12                    | 0,863                 | Laura                 |                       |
| 6                     | 5,31                  | Dolly                 | 13                    | 0.773                 | Arthur                |                       |
| 7                     | 4,37                  | Kyle                  |                       |                       |                       |                       |
| Total: 122,7          |                       |                       |                       |                       |                       |                       |

Die nebenstehende Tabelle zeigt die ACE für jeden Sturm dieses Jahres. Die ACE beschreibt die Energie eines tropischen Sturms, indem die Stärke eines Sturms mit der Dauer multipliziert wird, das heißt, lange andauernde Stürme, sowie starke Stürme haben einen hohen ACE-Wert. Traditionell werden von der NOAA lediglich Stürme mit Windgeschwindigkeiten von über 34 Knoten (63 km/h) erfasst. Die Tabelle berücksichtigt deswegen nicht die Werte für Laura in der Zeit, in welcher der Sturm subtropisch war.

## Sturmnamen
Die folgenden Namen wurden für benannte Stürme benutzt:
Arthur, Bertha, Cristobal, Dolly, Edouard, Fay, Gustav, Hanna, Ike, Josephine, Kyle, Laura, Marco, Nana, Omar, Paloma